# No Carrier
No Carrier (eigene Schreibweise: no:carrier) ist eine deutsch-amerikanische Elektropop-Band, die 1995 von Christian Wirsig und Stefan Ritter unter dem Namen Fast Delay gegründet wurde. Ursprünglich wurden typische EBM- und Electro-Songs geschrieben, die vor allem von Bands wie Front 242, Laibach und Wumpscut beeinflusst waren, heute steht no:carrier für elektronische Popmusik mit Einflüssen anderer Genres.

## Geschichte
Die erste offizielle Veröffentlichung war 1996 das Tape death:row. Die acht Songs waren deutlich vom EBM geprägt. Doch schon anschließend verließ Stefan Ritter no:carrier, so dass die zweite Veröffentlichung erst im Herbst 1997 kam: Das Tape processing war damit ein reines Solo-Projekt von Christian Wirsig, der in den sieben Songs den auf death:row vorgegebenen Weg weiterging. Mit For the Unknown Body war hier auch ein Song vertreten, der dann in neuer Form auch auf der späteren CD My Own Dream veröffentlicht wurde.
Im Jahr 2001 stieß die Sängerin Cynthia Wechselberger zu no:carrier, der Stil wandelte sich im Laufe der Produktion neuer Songs vom reinen EBM/Electro zum Electro-Pop, Synth-Pop und Dark Wave. Im März 2002 veröffentlichte die Band die CD My Own Dream auf dem eigenen Label Electric Heresy. Die Bandbreite der Songs bot neben einigen EBM-lastigen Tracks auch Gothic-Elemente, experimentelle Stücke (Faces of My Life) und Synth-Pop-Songs. Das Album bekam in Magazinen wie Orkus, Elektrocution, wrath.de, Dark Obsession und Black gute Kritiken.
Nachdem das Label Electric Heresy im September 2003 vorerst geschlossen wurde, unterschrieben no:carrier einen Vertrag beim deutschen Label electric stars, das My Own Dream mit neuer Verpackung veröffentlichte. Im Jahr 2005 veröffentlichte die Band den Song Mr. Einstein, der auf dem Einstein-Tribute-Album mc2 von NovaTune enthalten war. Zwei Jahre später reaktivierte Christian Wirsig das Label Electric Heresy und brachte das erste Album wieder in seiner ursprünglichen Form inklusive achtseitigem Booklet auf den Markt. Ein Jahr später schreiben no:carrier die Musik zum Song Defensless des Albums The 11th Hour der bekannten Synth-Pop-Band Psyche. Im gleichen Jahr startete Electric Heresy die Veröffentlichung kostenloser virtueller Singles, die als Download inklusive Cover-PDFs erhältlich sind. Erste Single von no:carrier war Mr. Einstein - Dub 2008. 
Komplett neue Songs wurden schließlich 2009 veröffentlicht: Die virtuelle Single Cask of Wonders war ab 11. Januar erhältlich. Eine zweite virtuelle Single kam im Juli 2010 mit Sin of Regret. Ende des Jahres wurde dann schließlich das neue Album Between the Chairs veröffentlicht. Auch zu diesem Album konnten no:carrier wieder gute Kritiken ernten, unter anderem in den Magazinen Sonic Seducer, Side-Line, Dark Spy, madgoth.de und Amboss-Mag. Im Sommer 2011 erschien als dritte virtuelle Single aus dem Album der Song Perfectly Safe.
Von Juni 2013 an haben no:carrier mit der EP Last Scene und den Singles The Nine Days' Queen (die sich dem Leben der Lady Jane Grey widmet) und Confession den Weg für die Veröffentlichung des neuen Albums Wisdom & Failure bereitet. Dieses kam in den USA am 29. April und in Europa am 2. Mai 2014 in den Handel. Begleitet wurde die Veröffentlichung durch eine Tour der Band durch Kalifornien und Las Vegas, die offizielle CD-Release-Party fand im Viper Room in West Hollywood statt, dessen Performance auf der Live-EP Live at the Viper Room, Los Angeles dokumentiert wurde.
Im Mai 2015 veröffentlichte die Band erstmals vier Cover-Versionen von für Electro-Bands eher ungewöhnlichen Songs (The Boys of Summer von Don Henley, California von Belinda Carlisle, Room With A View von Tony Carey und das irische Traditional She Moved Through the Fair, dessen Melodie auch schon die Simple Minds in ihrem Song Belfast Child verwendet haben). Diese EP mit dem Titel Ghosts of the West Coast sollte nach eigener Aussage die dunkle Seite Kaliforniens und des amerikanischen Traums zeigen. Erstmals arbeiteten no:carrier hier auch mit Gastsängern aus Kalifornien. Nach Christian Wirsigs Umzug nach Los Angeles wuchs die Band um weitere Gastsänger und veröffentlichte im November 2016 das Album Broken Rainbow - Songs for an Apocalyptic World, dessen erste Single Your Heroin kurz vorher als Video veröffentlicht wurde. Neben Cynthia Wechselberger und Christian Wirsig sind derzeit die Sänger Lauralee Brown, Liza Marie Sparks, Scilla Hess und Bobby Halvorson an no:carrier beteiligt. Mit Bad Moon Rising enthält das Album erneut eine Coverversion.

## Diskografie
- 1996: death:row
- 1997: Processing
- 2002: My Own Dream
- 2004: My Own Dream (Wiederveröffentlichung von Electric Stars)
- 2005: Mr. Einstein - Dub 2008
- 2009: Cask of Wonders
- 2010: Sin of Regret
- 2011: Between the Chairs
- 2011: Perfectly Safe
- 2013: Last Scene (limitiert)
- 2013: The Nine Days Queen
- 2014: Confession EP
- 2014: Wisdom & Failure
- 2014: Live at the Viper Room, Los Angeles
- 2015: Ghosts of the West Coast
- 2016: Broken Rainbow - Songs for an Apocalyptic World